# Une vieille maîtresse
Une vieille maîtresse (en español: Una vieja amante) es una película de 2007 dirigida por Catherine Breillat y basada en la novela por Jules Amédée Barbey d'Aurevilly. La película participó en el Festival de Cine de Cannes de 2007.

## Sinopsis
Secretos, rumores, y engaños alrededor de un matrimonio a casarse entre un joven disoluto y una mujer virtuosa de la aristocracia francesa.

## Elenco
- Asia Argento ... Vellini
- Fu'ad Aït Aattou ... Ryno de Marigny
- Roxane Mesquida ... Hermangarde
- Claude Sarraute ... La marquise de Flers
- Yolande Moreau ... La comtesse d'Artelles
- Michael Lonsdale ... Le vicomte de Prony
- Anne Parillaud ... Mme de Solcy
- Jean-Philippe Tesse ... Le vicomte de Mareuil
- Sarah Pratt ... La comtesse de Mendoze
- Amira Casar ... Mademoiselle Divine des Airelles
- Lio ... La chanteuse
- Isabelle Renauld ... L'arrogante
- Léa Seydoux ... Oliva
- Nicholas Hawtrey ... Sir Reginald
- Caroline Ducey ... La dame de Pique
- Jean-Claude Binoche ... Le comte de Cerisy
- Thomas Hardy ... Le valet de Mareuil
- Jean-Gabriel Mitterrand ... Le valet de Rigny
- Eric Bouhier ... Le chirurgien
- Frédéric Botton ... Le cardinal de Flers